# Abbuoto
Abbuoto ist eine Rotweinsorte, die in der italienischen Region Latium und in Marokko kultiviert wird. Sie wird im Allgemeinen nicht reinsortig ausgebaut, sondern als Verschnittpartner im Wein verwendet. Der Alkoholgehalt der aus ihr gekelterten Rotweine ist hoch.

## Verbreitung
Die größten Rebflächen befinden sich im Umland von Fondi in der Provinz Latina. Im Jahr 2016 lag die weltweite Anbaufläche bei 18 ha, die sich gänzlich in Italien befand.

## Abstammung
Abbuoto auf eine natürliche Kreuzung von Piedirosso × Casavecchia.

## Ampelographische Sortenmerkmale
- Die Triebspitze ist offen. Sie ist wollig behaart (Indument), grünlich mit leicht weißfarbenem Anflug. Die hellgrünen Jungblätter sind fast unbehaart und von grünlich-bronzener Farbe.
- Bei den mittelgroßen Laubblätter ist die Blattspreite fünflappig und schmal gebuchtet. Die Stielbucht ist U-förmig offen. Das Blatt ist spitz gesägt. Die Blattoberfläche ist blasig derb.
- Die walzen- bis konusförmige Traube ist manchmal geschultert, groß und recht dichtbeerig. Die rundlichen Beeren sind mittelgroß und von bläulich-violetter Farbe.

Reife: Die Rebsorte reift etwa 22 Tage nach dem Gutedel, also ähnlich wie der Spätburgunder und gilt somit im Latium als früh reifend.